# Історія освоєння мінеральних ресурсів Узбекистану
Історія освоєння мінеральних ресурсів Узбекистану

## Загальний опис
Початок використання гірських порід на території Узбекистану датується раннім палеолітом. Поблизу оголень корінних порід вже 100–40 тис. років тому діяли кремнеобробні майстерні. Підземний спосіб видобутку кременя відомий з IV ст. до н. е. Шахти мали галереї шириною від 1,5 до 4 м і висотою до 1,7 м, що сполучалися штреками. Глибина шахт сягала 6 м. Гірничими знаряддями слугували ріг бухарського оленя, кістки, дерево, кремінь.
У бронзову епоху почався видобуток руд, з яких отримували арсенові, стибієві і інші сплави на основі міді. Видобуток руд золота й срібла, а також бірюзи відомий з I тис. до н. е. Цим же часом датують початок розробки олов'яних і магнетит-гематитових руд з виплавкою олова і заліза. У III–VII ст. виникають спеціалізовані ливарні центри. Крім руд металів ведеться видобуток самоцвітів, солей. Але в цілому гірництво на території країни залишається вельми примітивним.
Період максимального розвитку гірничої справи припадає на IX–XI ст. В середньовічному Ілаці — в Карамазарі (Карамазарська група родовищ), у Чаткальських, Нуратінських горах, околицях Фергани, Султануїздазі діяло понад 10 тис. давніх рудників, де видобували срібло, золото, залізо, мідь, свинець, ртуть, олово, стибій, асфальт, нафту, вугілля, сірку, мінеральні фарби, бірюзу (Унгурлікан), гончарну глину, галун, змійовик, жорновий пісковик, тальковий камінь, аметист, різноманітні будівельні матеріали. Видобутку руд передували пошукові роботи. Відкрита розробка часто поєднувалася з підземною. Шахти, глибина яких наближалась до 300 м, були обладнані вентиляційними камерами і мали складну систему кріплення покрівлі, аж до замкненого рамного кріплення. Технологія видобутку включала вогневу і клиномолоткову відбійку, підтримку покрівлі ціликами, дерев'яними стійками, рамами, транспортування руди здійснювалося волокушами (волоками).
Видатною пам'яткою гірництва VIII–XII ст. є рудник Лашкерек, що розташований біля верхів'їв річки Ахангаран (поблизу кордону з Киргизстаном). Розробки свинцю та срібла характеризуються великими обсягами гірничих робіт (понад 300 тис. м³ видобутих порід) та глибинами розробки до 300 м. Серед гірничих виробок можна виділити стволи, штольні, штреки, розвідувальні шурфи та канави, що свідчить про високий рівень системи розробки. Винайдені деталі дерев'яного кріплення свідчать про використання стояків, рам, та особливих верхняків, які розпиралися між боками виробок. Кріплення використовували лише на окремих ділянках, де очікували можливих обвалів порід. Під назвою Шаша рудник відомий за описами багатьох середньовічних книг.
З кінця XI ст. у зв'язку з децентралізацією держави видобуток корисних копалин зменшується, а у XIII–XVIII ст. (період монголо-татарського володарювання) гірнича справа занепадає. Лише з кінця XVIII ст. відновлюється видобуток мідних руд, мінеральних фарб, вугілля, нафти і деяких інших копалин. Гірничодобувний промисел зосередився в основному у Ферганській долині. На початку XX ст. діяли два нафтопромисли, в Шурабі видобували вугілля, сірку та озокерит — в Шорсу. Новий підйом гірничої справи настав з середини 20-х років XX ст. після планомірних геологічних досліджень, результатом яких було відкриття родовищ газу, нафти, руд благородних, рідкісних та кольорових металів.
Станом на кінець XX ст. у надрах Узбекистану виявлено 100 видів корисних копалин, зосереджених в майже 1000 родовищах і 1900 рудопроявах. Значні запаси природного газу, руд золота, міді, свинцю, цинку, вольфраму, солей, алюмінієвої сировини, нерудних будівельних матеріалів. Загальний мінерально-сировинний потенціал країни становить 3,5 трлн дол. США (2002). За підтвердженими та перспективними запасами золота, урану, нафти, міді, вольфраму, калійних солей, фосфоритів, каоліну Узбекистан займає провідні місця в регіоні і світі.
На початку XXI ст. Узбекистан видобуває 65 видів мінеральної сировини. Частка гірничої галузі в обсязі промислового виробництва країни — 10 %. Провідні галузі — видобуток газу і руд кольорових металів. В країні на 2002 р. діє 440 рудників, шахт, кар'єрів, нафтогазопромислів, заводів тощо. Іноземні інвестори беруть участь в 200 проектах геологорозвідувальних робіт, реконструкції і будівництві нових підприємств з капіталовкладеннями приблизно 10 млрд дол. Розробку родовищ і переробку сировини здійснюють: найбільші в Центральній Азії Алмаликський і Навоїнський ГМК, працює Узбецький комбінат тугоплавких і жароміцних металів та Узбецький МК, АТ «Вугілля», асоціація «Узалмаззолото» та ін. За 1991—1999 рр. обсяг виробництва добувної галузі зріс на 25 %, зокрема видобуток нафти — у 2,8 раза, газу — на 32 %.
Гірничих інженерів та геологів готують на факультетах Ташкентського політехнічного інституту й Ташкентського державного університету (1920 р.).

## Цікаві факти
В Узбекистані в долині річки Ахангаран і її притоках (область Шаш-Ілак) масштабні гірничі роботи розпочалися у V–VI ст. Сама назва річки в перекладі з давньотюркського означає «долина майстрів металу». Економічний і культурний підйом цієї області, пов'язаний з гірничо-металургійним промислом, розпочався ще до арабського завоювання. Багато родовищ на час приходу арабів були вже ретельно розвідані й розроблялися відкритими й підземними гірничими роботами. Араби сприяли подальшому розвитку промислів і в Х ст. Ілак нараховував вже 17 багатолюдних міст, більшість з яких була пов'язана з видобутком і переробкою поліметалічних руд.
Археологічні та гірничо-геологічні пошуки, які проводилися тут з 30-х років ХХ ст., дали змогу скласти карту середньовічних рудників, пунктів збагачення та плавлення руд. Підраховані обсяги давнього видобутку поліметалічних руд на території Узбекистану сягають (за даними Ю. Ф. Бурякова) величезних масштабів — близько 2,5 млн м³ (при цьому на руди срібла й свинцю припадає близько 1,25 млн м³, а на руди золота — до 600 тис. м³). Загальна кількість гірничих виробок, споруджених у VIII–XI ст., становить більше 10 тис.
Давні східні автори згадують у складі Ілаку потужний рудник «Кухисім» («Гора срібла») й срібний рудник Шаша, де карбувалися арабські дирхеми. Ібн-Хаукаль свідчить: «В Ілаці є монетний двір, у якому обертаються величезні капітали у вигляді карбованої монети». На грошах був розміщений сталий напис: „В ім'я Аллаха викарбувано цей дирхем у руднику Шаша”. Сучасні дослідження ототожнюють рудник Шаша з Лашкереком, а Кухисім — з Кані-Мансуром і Канджолом.
Розробка Лашкерекського родовища розпочалася у VII ст., а найактивніша експлуатація прийшлася на VIII–IX ст. В зоні оруднення спостерігалася вельми продуктивна ділянка довжиною 1,2 км і товщиною 15 м. Об'єм видаленої породи становив більше 300 тис. м³, середній вміст срібла у руді сягав 0,5 кг/т, а на окремих ділянках доходив до дивовижних покажчиків у 3,5–4 кг/т. Виробки Лашкерека повторювали форму рудного тіла й мали складну конфігурацію. На кількох горизонтах від основного ствола розходились горизонтальні та похилі виробки, які часом переходили в камери, часом розгалужувались нішами, щілинами, лазами, утворюючи витіюваті лабіринти. Максимальна глибина розробок сягала тут 300 м.